# Gervaas van Rethel
Gervaas van Rethel (overleden in 1124) was van 1118 tot aan zijn dood graaf van Rethel. Hij behoorde tot het huis Rethel.

## Levensloop
Gervaas was de derde zoon van graaf Hugo I van Rethel uit diens huwelijk met Melisende, dochter van heer Gwijde I van Montlhéry. Als jongere zoon was hij voorbestemd voor een kerkelijke loopbaan. 
Hij diende als aartsdiaken in Reims. In 1107 benoemde koning Filips I van Frankrijk hem tot aartsbisschop van Reims, in plaats van Raoul le Vert, die verkozen was door de kapittel. Gervaas bleef dit slechts korte tijd, aangezien zijn benoeming niet erkend werd door de Kerk. Op 23 maart 1107 werd hij afgezet door het Concilie van Troyes. Vervolgens nam hij zijn functie van aartsdiaken terug op.
Rond 1115 overleed zijn oudste broer Manasses. Aangezien zijn tweede oudere broer Boudewijn zich als graaf van Edessa in Palestina bevond en in 1118 ook koning van Jeruzalem werd, werd Gervaas de nieuwe erfopvolger van Rethel. Hierdoor beëindigde hij zijn kerkelijke loopbaan. Op 28 december 1118 volgde Gervaas zijn vader op als graaf van Rethel.
Hij huwde rond 1120 met Elisabeth, dochter van graaf Godfried van Namen. Ze kregen een dochter Elisabeth, die huwde met Robert van Marmiom. Gervaas overleed in 1124 en werd in Rethel opgevolgd door zijn jongere zus Mathilde en haar echtgenoot Odo van Vitry. Zijn weduwe zou later hertrouwen met Clarembaud van Rosoy.